# Zębniczek północny

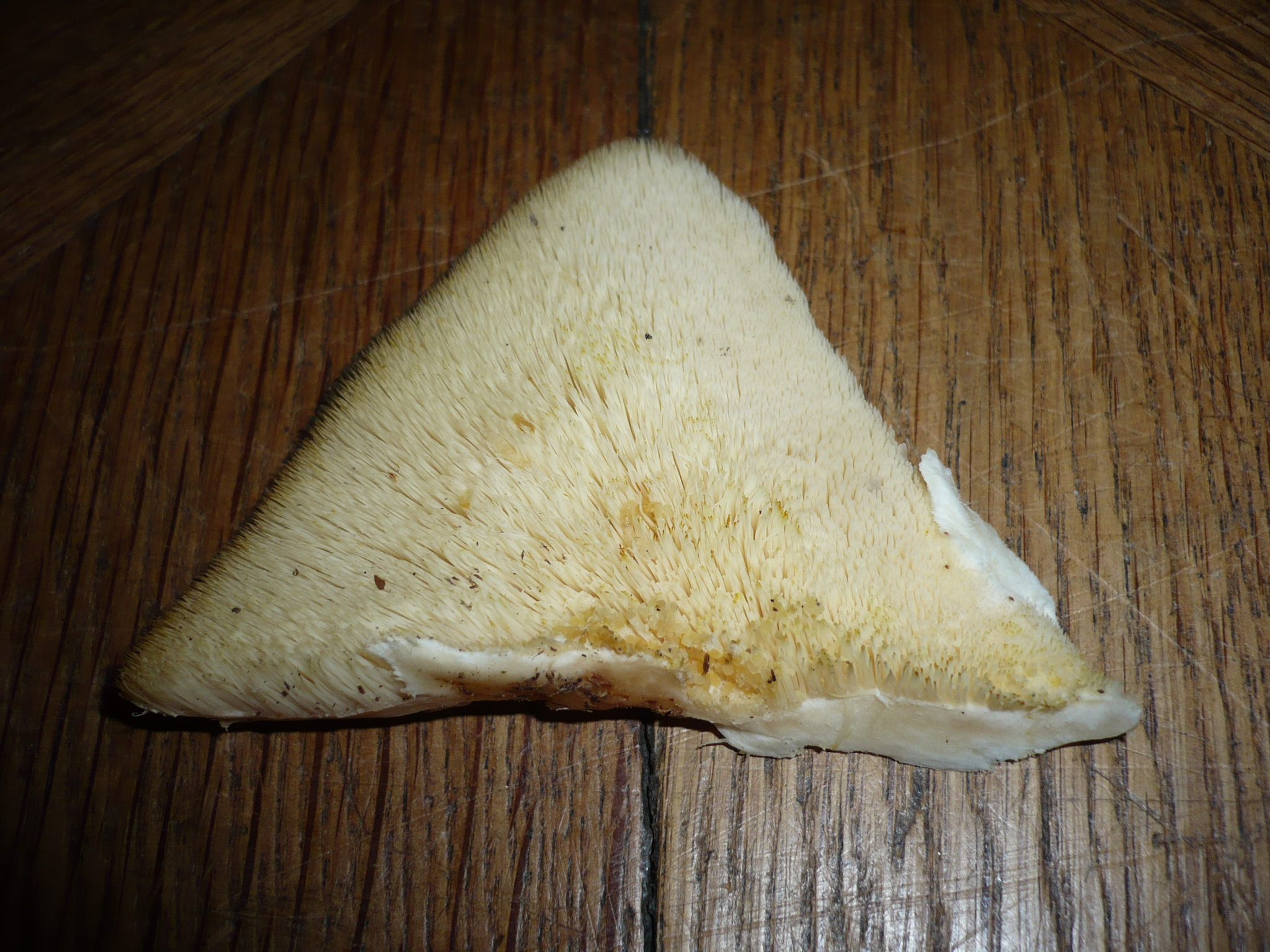
Kolczasty hymenofor

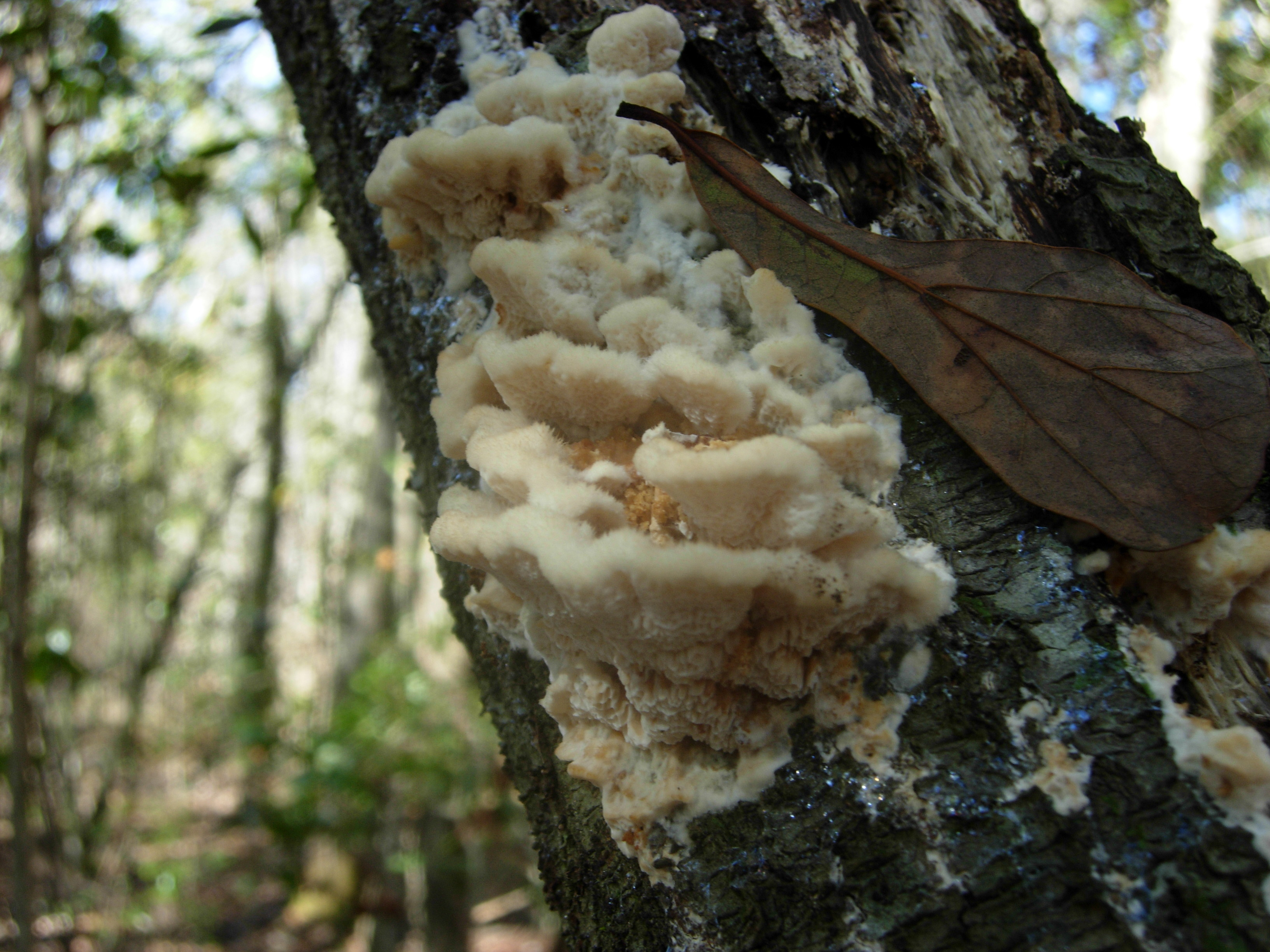

Zębniczek północny  Climacodon septentrionalis  (Fr.) P. Karst. – gatunek  grzybów należący do rodziny ząbkowcowatych (Meruliaceae).

## Systematyka i nazewnictwo
Pozycja w klasyfikacji według Index Fungorum: Meruliaceae, Phanerochaetaceae, Polyporales, Incertae sedis, Agaricomycetes, Agaricomycotina, Basidiomycota, Fungi.
Po raz pierwszy takson ten zdiagnozował w 1821 r. Elias Fries nadając mu nazwę Hydnum septentrionale. Obecną, uznaną przez Index Fungorum nazwę nadał mu w 1881 r. Petter Karsten, przenosząc go do rodzaju Climacodon. 
Synonimy:

- Creolophus septentrionalis (Fr.) Banker 1912
- Hydnum septentrionale Fr. 1821
- Hydnum septentrionale f. ramicola Henn. 1903
- Hydnum septentrionale Fr. 1821 f. septentrionale
- Hydnum septentrionale var. hortense Fr. 1838
- Hydnum septentrionale Fr. 1821 var. septentrionale
- Steccherinum septentrionale (Fr.) Banker 1906

Nazwę polską nadał Stanisław Domański w 1981 r.

## Morfologia
Owocnik
Jednoroczny, masywny i duży, osiągający szerokość do 50 cm. Składa się z wielu dachówkowato, jeden nad drugim ułożonych kapeluszy. Są pozrastane nasadą i bokiem silnie przyrośnięte do podłoża. Pojedynczy kapelusz osiąga szerokość do 30 cm, jest półokrągły lub owalny i ma ostry, równy lub falowany brzeg. Powierzchnia górna gruzełkowata, u młodych owocników biaława, u starszych kremowa i żółknąca. Hymenofor kolczasty złożony z szydełkowatych kolców o długości 2–12 mm, w stanie świeżym tej samej barwy co kapelusz. Po wyschnięciu stają się brązowawe. Miąższ białawy, o grubości 1–3 cm, w stanie świeżym soczysty i elastyczny, mięsisto-włóknisty, po wysuszeniu drewnowaty i twardy. W stanie świeżym ma przyjemny zapach, ale podczas suszenia nieprzyjemnie pachnie zjełczałym tłuszczem. Smak przyjemny.
Cechy mikroskopowe
Kontekst o grubości do 15 mm, silnie włóknisty i twardy, czasami z ciemniejszymi obszarami higrofijnymi. Przechodzi w tramę bez strefy przejściowej. System strzępkowy monomityczny. Strzępki rozrzedzone, o grubości 2–10 μm, cienkościenne, hialinowe, rozgałęzione. W kontekście i tramie ułożone są równolegle. Są zmienne co do ilości sprzążek; w kontekście mają na septach  po jednej lub po kilka sprzążek, w tramie po jednej. Cystydy grube, smukłe i zwężające się lub butelkowate, często o zakrzywionych wierzchołkach. Podstawki wąskie, bez bazalnej sprzążki, 4-sterygmowe. Zarodniki elipsoidalne, gładkie, hialinowe, o rozmiarach 4,5–5 × 1,8–2,5 μm.

## Występowanie i siedlisko
Znane jest jego występowanie w Ameryce Północnej, Europie i Japonii. W piśmiennictwie naukowym na terenie Polski podano wiele jego stanowisk, jednak jest rzadki. Znajduje się na Czerwonej liście roślin i grzybów Polski. Ma status R – gatunek potencjalnie zagrożony z powodu ograniczonego zasięgu geograficznego i małych obszarów siedliskowych. Znajduje się na listach gatunków zagrożonych także w Niemczech i Danii.
Pasożyt. Występuje w lasach liściastych i mieszanych na drzewach liściastych. W Polsce zanotowano jej występowanie na jaworze, kasztanowcu, brzozie brodawkowatej, grabie i buku. Wywołuje białą zgniliznę drewna.

## Gatunki podobne
Morfologicznie jest to charakterystyczny gatunek, łatwy do odróżnienia. Na pierwszy rzut oka może być pomylony ze starymi i wypłowiałymi już okazami żółciaka siarkowego (Laetiporus sulphureus), łatwo jednak odróżnić go po kolczastym hymenoforze (żółciak siarkowy ma hymenofor rurkowaty). Mikroskopowo zębniczek północny wykazuje zaskakująco duże podobieństwo do gąbkowca północnego (Climacocystis borealis), co zauważył już S. Domański. Obydwa te gatunki hodowane na sztucznych podłożach wytwarzają chlamydospory i mają podobną strukturę strzępek i budowę cystyd. Morfologicznie gąbkowiec północny odróżnia się jednak rurkowatym hymenoforem, ponadto jego kapelusze wyrastają oddzielnie, nie tworząc tak zwartej struktury, jak zębniczek północny.